# Malchus de Carthage
Pour les articles homonymes, voir Malchus.
Malchus est un général carthaginois. En 550 av. J.-C. environ, il vainc les Grecs de Sicile. Et, vers 545 av. J.-C., il dirige une puissante armée, que l'historien antique Justin crédite de 80 000 hommes, en Sardaigne, mais il est défait par les populations locales.

## Annexe